# (5809) Kulibin
(5809) Kulibin est un astéroïde de la ceinture principale.

## Description
(5809) Kulibin est un astéroïde de la ceinture principale. Il fut découvert le 4 septembre 1987 à Naoutchnyï par Lioudmila Jouravliova. Il présente une orbite caractérisée par un demi-grand axe de 2,87 UA, une excentricité de 0,04 et une inclinaison de 3,5° par rapport à l'écliptique.

## Compléments